# Савет за политичка и безбедносна питања Саудијске Арабије
Савет за политичка и безбедносна питања Саудијске Арабије је једно од два управна тела краљевине Саудијске Арабије, а друго је Савет за економска и развојна питања. Основао га је краљ Салман у јануару 2015. године, да замени Савет за националну безбедност. Сви чланови се именују краљевским декретом. Савет се састоји од председника, на чијем челу је престолонаследник Мухамед ибн Салман, од шефа обавештајних служби и девет министара.

## Историја
Појава нових безбедносних претњи у Саудијској Арабији и пад цена нафте, навели су краља Салмана да ревидира управна тела по ступању на престо 23. јануара 2015. Створен је механизам да подржи креирање политике у краљевству, како би олакшао доношење одлука у влади. Краљ Салман је одлучио да се распусти десетак саветодавних тела која су до тада постојала, укључујући Савет за националну безбедност, да би их заменио са два нова управна тела: Саветом за политичка питања и безбедност и Саветом за економска питања и развој.
Након оснивања управних тела 29. јануара 2015. године, девет министара је проглашено за чланове савета, а њиме је председавао принц Мухамед ибн Наиф. Инаугурациони састанак Савета одржан је 11. фебруара 2015. Вијеће је одиграло важну улогу у операцији „Одлучујућа Олуја“, дио војне интервенције у Јемену. Мандат принца Наифа карактерише деловање саудијске војне коалиције за враћање положаја јеменског председника Абд Рабо Мансур ел Хадиа у борбама против побуњеника Хутиа
Краљ Салман је 21. јуна 2017. године разрешио свих дужности принца Мухамеда ибн Наифа, а заменио га је престолонаследник Мухамед ибн Салман.

## Чланство савета
| Савет за политичка и безбедносна питања | Савет за политичка и безбедносна питања                     | Савет за политичка и безбедносна питања |
| Име                                     | Функција у влади                                            | тело                                    |
| --------------------------------------- | ----------------------------------------------------------- | --------------------------------------- |
| Принц Мухамед ибн Салман                | Председник, први потпредседник премијера и министар одбране | члан                                    |
| Фајсал ибн Фархан ел Сауд               | Министар иностраних послова                                 | члан                                    |
| Абдулах ибн Бандар ел Сауд              | Министар народне гарде                                      | члан                                    |
| Абдул ел Латиф ибн Абдулазиз ел Шеик    | Министар исламских послова, задужбина, позива и упутства    | члан                                    |
| Мосад ибн Мухамед ел Аибан              | Државни министар, члан Вијећа министара                     | члан                                    |
| Сад ибн Халид ел Џабри                  | Државни министар, члан Вијећа министара                     | члан                                    |
| Халид ибн Али Абдулах ел Хумајдан       | Начелник опште обавештајне службе                           | члан                                    |